# 하파에우 카에타누 지 아라우주
하파에우 카에타누 지 아라우주 (Raffael Caetano de Araújo, 1985년 3월 28일, 포르탈레자 ~)는 브라질의 축구 선수로, 현재 슬로바키아 수페르리가의 포흐로니에에서 공격형 미드필더로 활약하고 있다.

## 축구 경력
세아라주의 포르탈레자 출신으로, 하파에우는 10대의 나이로 스위스에 이주하였고, 2부리그 FC 키아소에서 프로 데뷔전을 치루었다. 20세가 되었을때, 그는 FC 취리히로 이적하였고, 2005-06 시즌과 2006-07 시즌 리그 우승을 하는데 주축 멤버였다. 그는 다수의 어시스트와 40 득점을 2년 반동안 취리히 선수로써 기록하였다.
2008년 1월 중순, 하파에우는 독일 분데스리가의 헤르타 BSC 베를린으로 이적하여, 전 FC 취리히 감독 뤼시앵 파브르와 동료 스티브 폰 베어겐과 재회하였다. 그의 첫 분데스리가 경기는 0-3으로 패한 2월 2일, 아인트라흐트 프랑크푸르트 전이었다. 이어지는 3-1로 승리한 VfB 슈투트가르트와의 경기에서, 그는 선제골을 득점하였다.

## 사생활
하파에우의 동생 로니 또한 축구 선수였다. 그는 수비수로 활약했으며, 전에 스포르팅 CP 소속이었던 적이 있다. 2010-11 시즌, 두 선수 모두 헤르타 BSC 베를린 소속이었다.